# Yakuza 5
Yakuza 5 (龍が如く5 夢、叶えし者 Ryū ga Gotoku 5: Yume, Kanaeshi Mono?) es un videojuego de acción y aventura desarrollado y publicado por Sega para PlayStation 3. Se trata de la quinta entrega principal de la serie Yakuza. En diciembre de 2012 fue puesto a la venta en Japón, y en diciembre de 2015 lo pusieron disponible para su descarga en PlayStation Network para Estados Unidos, Europa y Australia. En Japón, pretenden sacar al mercado una versión remasterizada con mejor tasa de refresco y mejor resolución para PlayStation 4, en 2019.
El juego presenta un nuevo motor gráfico, a diferencia de los anteriores videojuegos de PlayStation 3 en la serie que han estado reutilizando el mismo motor desde Ryū ga Gotoku Kenzan!. Por primera vez en la serie, presenta cinco configuraciones en todo Japón junto con cinco personajes principales jugables.

## Historia
El juego cuenta con cinco protagonistas principales, el segundo número más alto de protagonistas principales de cualquier juego de la serie, siendo el anterior más alto los cuatro protagonistas principales de Yakuza 4 (con Yakuza: Like A Dragon superando a Yakuza 5 con un total de 7 protagonistas). El juego presenta al protagonista de la serie, Kazuma Kiryu, el personaje principal desde el juego original de Yakuza. También hay dos protagonistas que regresan de Yakuza 4, en concreto, Shun Akiyama y Taiga Saejima. Uno de los nuevos protagonistas principales es Haruka Sawamura, un personaje recurrente de la serie desde el juego original. Aunque siempre ha sido una parte integral de la historia, nunca había sido un personaje principal jugable antes del juego. Por último está Tatsuo Shinada, un nuevo personaje.
Por primera vez en la serie, el juego presenta cinco ciudades distintas en todo Japón. La primera de las cuales, que regresa de juegos anteriores, es Kamurocho (también conocido como Kamuro City), una recreación ficticia pero realista del barrio rojo de Shinjuku, Kabukichō en Tokyo. El segundo es Sōtenbori, un distrito ficticio de Osaka basado en Dōtonbori, que regresa de Yakuza 2. Las tres nuevas ciudades en el juego son: Nagasugai, el distrito ficticio de Fukuoka, basado en Nakasu; Tsukimino, parte del Sapporo ficticio, basado en Susukino; y Kineicho, parte de la ficticia Nagoya, basada en Sakae. 

## Jugabilidad
La jugabilidad del juego es relativamente similar a los juegos anteriores de la serie, con algunos cambios. Al igual que en juegos anteriores, esta versión se divide en dos componentes: el Modo Aventura y el Modo Combate. El Modo Aventura permite a los jugadores explorar diferentes áreas y jugar en todos los lugares de la ciudad, incluyendo minijuegos. Las ciudades también serán significativamente más grandes que en los juegos anteriores, brindando más áreas para explorar. También se dice que cuentan con el mayor volumen de lugares de juego en las ciudades de la historia de la serie. El cambio, entre el Modo Aventura y el Modo Combate del juego también se dice que es más fluido que los juegos anteriores, lo que implicó un cambio de transición cuando te enfrentas a enemigos mientras estás en modo aventura. También se ha dicho que los controles para el juego se han mejorado "dramáticamente", como con el ritmo del juego.

## Desarrollo
El juego tuvo el doble de tiempo de desarrollo que los juegos anteriores de la serie, que generalmente tuvo un ciclo de desarrollo de un año. El juego se desarrolló como algo parecido a ser un reinicio de la serie, y los desarrolladores lo calificaron como "Nuevo Yakuza" con el objetivo de tener uno de los mejores guiones y escenarios en la historia de la serie. Además, el juego se desarrolló en un motor de gráficos totalmente nuevo, los anteriores juegos de PlayStation 3 de la serie usaban el Magical-V Engine, el mismo motor que el Yakuza 3. El juego fue visto como un nuevo comienzo para los desarrolladores, que trataron a Yakuza: Dead Souls como el final de todo lo desarrollado para la serie hasta ese momento. El 5 de diciembre de 2014, Sega anunció que Yakuza 5 sería lanzado en todo el mundo el 8 de diciembre de 2015 como una descarga digital a través de  PlayStation Network.